# Wallabha
Wallabha (Wallabhaćarja, ang. Vallabha Acharya) (1479–1531 lub 1481–1533) – filozof indyjski, teoretyk wedanty. (ur. 1481, zm. 1533) – filozof i święty wisznuicki, autor doktryny śuddhadwajta („czystego niedualizmu”).

## Życiorys
Urodził się w Champaranya (trl. Campāraṇya, dystrykt Raipur, stan Chhattisgarh) w rodzinie bramińskiej. W wieku ośmiu lat od swojego ojca otrzymał święcenia włączające go do Rudra sampradai i kierowany przez nauczycieli ze szkoły Madhwy, rozpoczął studia nad Wedantasutrą. Wraz z końcem życia studenckiego intensywnie pielgrzymował przyjmując uczniów, których liczba urosła ostatecznie do 85. Pod koniec życia przyjął śluby sannjasy, a swoich dwóch synów (Gopinatha i Witthalanthę) mianował spadkobiercami swojej szkoły.
Wallabha zmarł nad brzegiem Gangesu w Waranasi.

## Twórczość
Jest autorem 84 rozpraw, z których jedynie około 30 przetrwało do dziś. Do najważniejszych należą m.in.:
- Tattwarthadipanibandha (zawiera komentarz do Bhagawadgity, porównanie różnych kierunków filozoficznych i komentarz do Bhagawatapurany);
- Anubhasja (komentarz do Wedantasutry, nieukończony);
- Śodaśa Granthas (podsumowanie własnych nauk w postaci 16 ksiąg).